# Giliap
Giliap er en svensk dramafilm fra 1975 instrueret af Roy Andersson med Thommy Berggren i hovedrollen.
Filmen var en økonomisk fiasko, og det førte til, at Andersson ikke lavede en spillefilm i 25 år, indtil Sange fra anden sal (2000). Han indrømmede senere, at filmen indeholder fejl, og han sagde at årsagen til dem var, at han ikke havde fuldstændig kontrol over produktionen, og derfor måtte han gå på kompromis i flere scener. Andersson antydede også, at publikum ikke var klar til filmen, da de forventede, at den ville ligne hans tidligere film En kærlighedshistorie (1970).

## Handling
Giliap er en ung mand, der ikke har fundet sin plads i livet og tager et vikariat som tjener. Her lærer han hurtigt hotellets ansatte at kende, herunder den smukke servitrice Anna og den konspiratoriske greve. Anna siger, at hun kun arbejder midlertidigt, ligesom Giliap selv, og at hun snart skal arbejde på et hotel ved havet. Greven, der er dygtig til at få andre til at gøre, hvad han vil, afslører en plan for Giliap, der ville bringe dem begge mange penge. Han overtaler ham til at hjælpe med et dårligt planlagt og mislykket forsøg på at befri en ven af greven, som sidder i fængsel.

## Medvirkende (i udvalg)
- Thommy Berggren som Giliap
- Mona Seilitz som Anna Gustavsson
- Willie Andréason som greven Gustav Svensson
- Lars-Levi Læstadius som Kreip
- Pernilla August som pige ved sommerhotellet